# 戚𤇍
戚𤇍（1545年—1576年），字世秀，號肖湖，直隸鳳陽府泗州人，民籍，明朝政治人物。

## 生平
嘉靖四十三年（1564年）甲子科應天鄉試第九十九名舉人，四十四年（1565年）中式乙丑科會試第二百六十一名，三甲第二百五十二名進士。刑部觀政，隆慶元年（1567年）四月授新蔡縣知縣，三年（1569年）三月升吏部主事，萬曆元年（1573年）九月升員外郎，二年（1574年）十一月升郎中，四年（1576年）十月卒。

## 家族
曾祖戚友；祖父戚景，封經歷；父戚昂，京衛經歷封主事。嫡母李氏（贈孺人）；繼母張氏（封孺人）；生母施氏。兄戚勳（州同）、戚煦、戚照（庠生）、戚熙，弟戚烈、戚點。